# Nanterre

Nanterre fekvése Párizs térképén

Nanterre Párizs egyik elővárosa, Hauts-de-Seine megye székhelye. A település a Szajna völgyében, a Mont-Valérien lábánál helyezkedik el, Párizstól nyugatra. A La Défense, a modern üzleti negyed részben Nanterre-hez tartozik. Lakosainak száma 98 119 fő (2022. január 1.). Nanterre Rueil-Malmaison, Chatou, Carrières-sur-Seine, Bezons, Colombes, La Garenne-Colombes, Courbevoie, Puteaux és Suresnes községekkel határos.

## Története
Neve a Római Birodalom idején Nemptodurum volt. Jelentős búcsújáróhely, Párizs egyik patrónájának, Szent Genovévának a szülővárosa. A szokás, hogy a településen pünkösdkor rózsakirályt koszorúznak még a középkorból maradt fenn.
1968 májusában a diákzavargások a Sorbonne nanterre-i fakultásán kezdődtek.
2002. március 26-án a városháza épülete tömegmészárlás helyszíne volt. Az elkövető Richard Durn volt, aki az épületben automata fegyverekből tüzet nyitott, nyolc embert megölt és további tizenkilencet megsebesített. A tettest elfogták, majd Párizsban kihallgatás közben kiugrott a negyedik emeletről és szörnyethalt.

## Demográfia
| Év   | Lakosság |
| ---- | -------- |
| 1793 | 1 991    |
| 1800 | 2 222    |
| 1806 | 2 340    |
| 1821 | 1 903    |
| 1831 | 2 500    |
| 1841 | 2 792    |
| 1846 | 2 842    |
| 1851 | 2 770    |
| 1856 | 2 919    |

| Év   | Lakosság |
| ---- | -------- |
| 1861 | 3 549    |
| 1866 | 3 907    |
| 1872 | 3 944    |
| 1876 | 4 279    |
| 1881 | 4 984    |
| 1886 | 5 592    |
| 1891 | 10 430   |
| 1896 | 11 950   |

| Év   | Lakosság |
| ---- | -------- |
| 1901 | 14 140   |
| 1906 | 17 434   |
| 1911 | 21 349   |
| 1921 | 27 042   |
| 1926 | 35 843   |
| 1931 | 42 978   |
| 1936 | 46 065   |
| 1946 | 41 860   |

| Év   | Lakosság |
| ---- | -------- |
| 1954 | 53 037   |
| 1962 | 83 416   |
| 1968 | 90 332   |
| 1975 | 95 032   |
| 1982 | 88 578   |
| 1990 | 84 565   |
| 1999 | 84 281   |
| 2007 | 88 875   |
| 2010 | 89 185   |

## Látnivalók
- Cathédrale Sainte-Geneviève-et-Saint-Maurice – az épület 1966-ból származik, a városban található püspökség központja.
- El Emir Abdelkader mecset
- Théâtre Nanterre-Amandiers – a színház épülete

## Érdekességek
A 68-as diáklázadások idején a Nanterre-i Egyetemen játszódik Robert Merle 1970-ben megjelent Üvegfal mögött (Derrière la vitre) című regénye (magyarul az Európa Kiadónál jelent meg 1974-ben. Fordította Réz Ádám, a bevezetőt Köpeczi Béla írta). Merle az egyetem professzorra volt ebben az időben és részt is vett az eseményekben.

## Képek

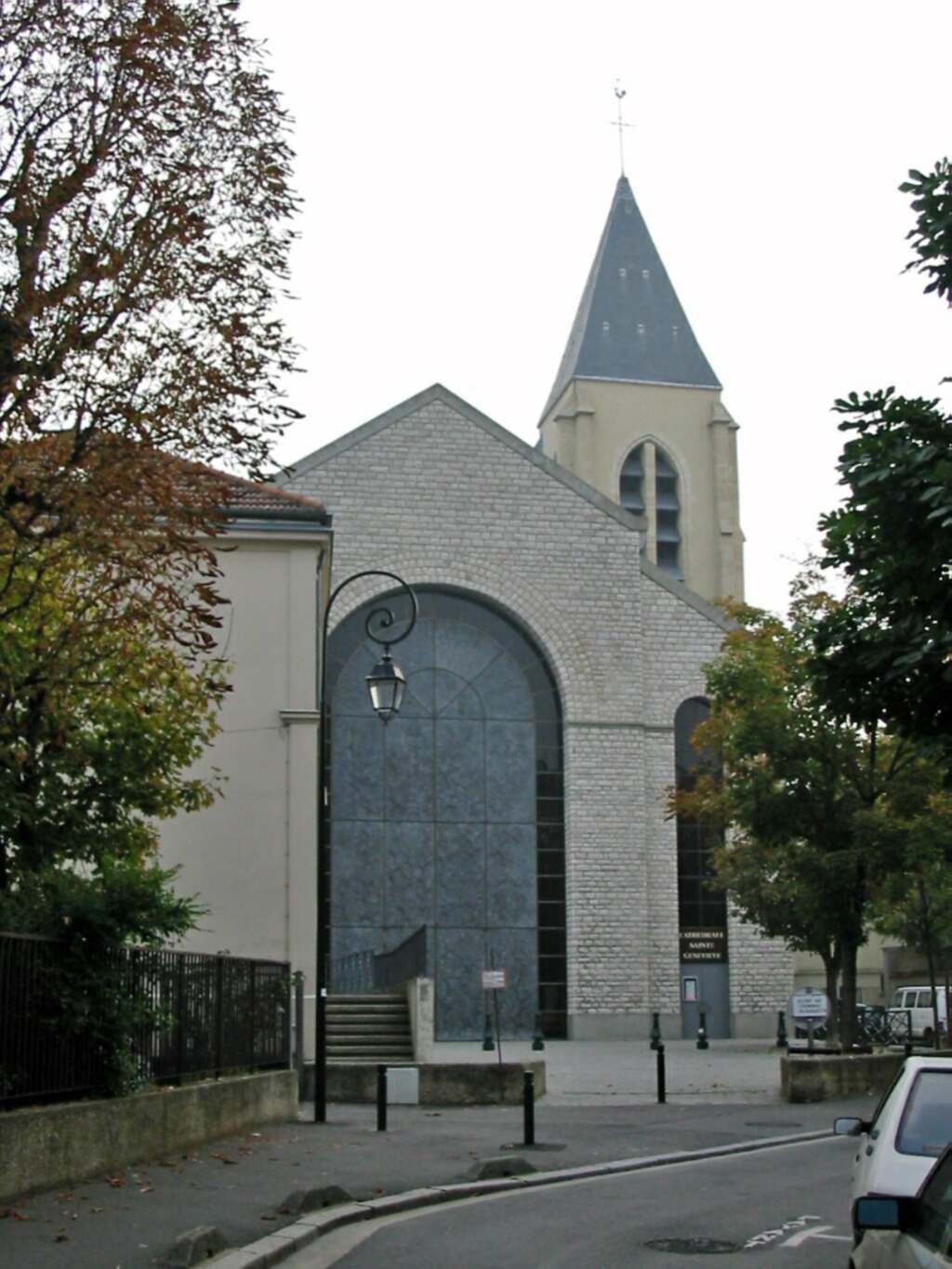
Cathédrale Sainte-Geneviève-et-Saint-Maurice
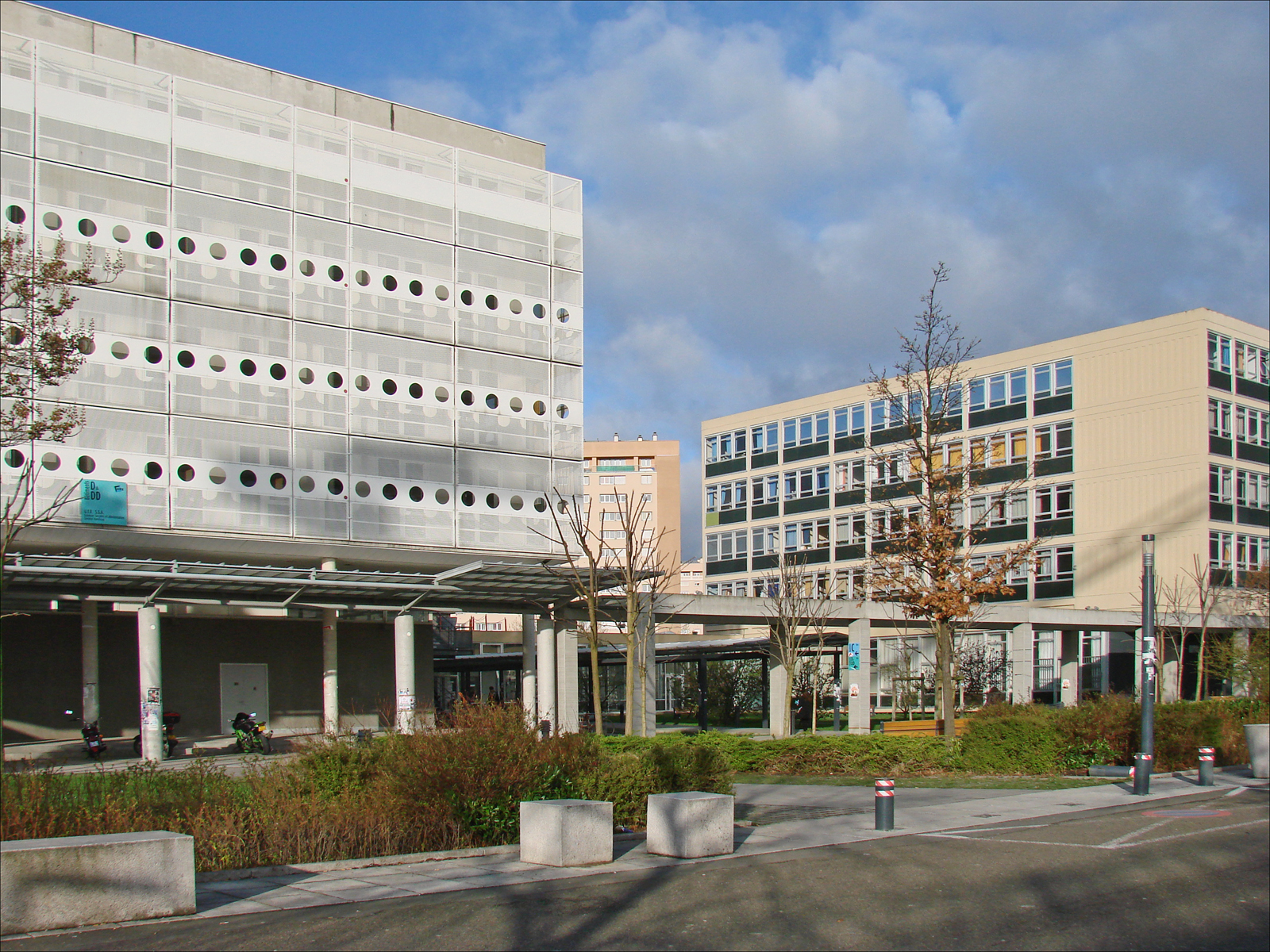
A Nanterre-i Egyetem
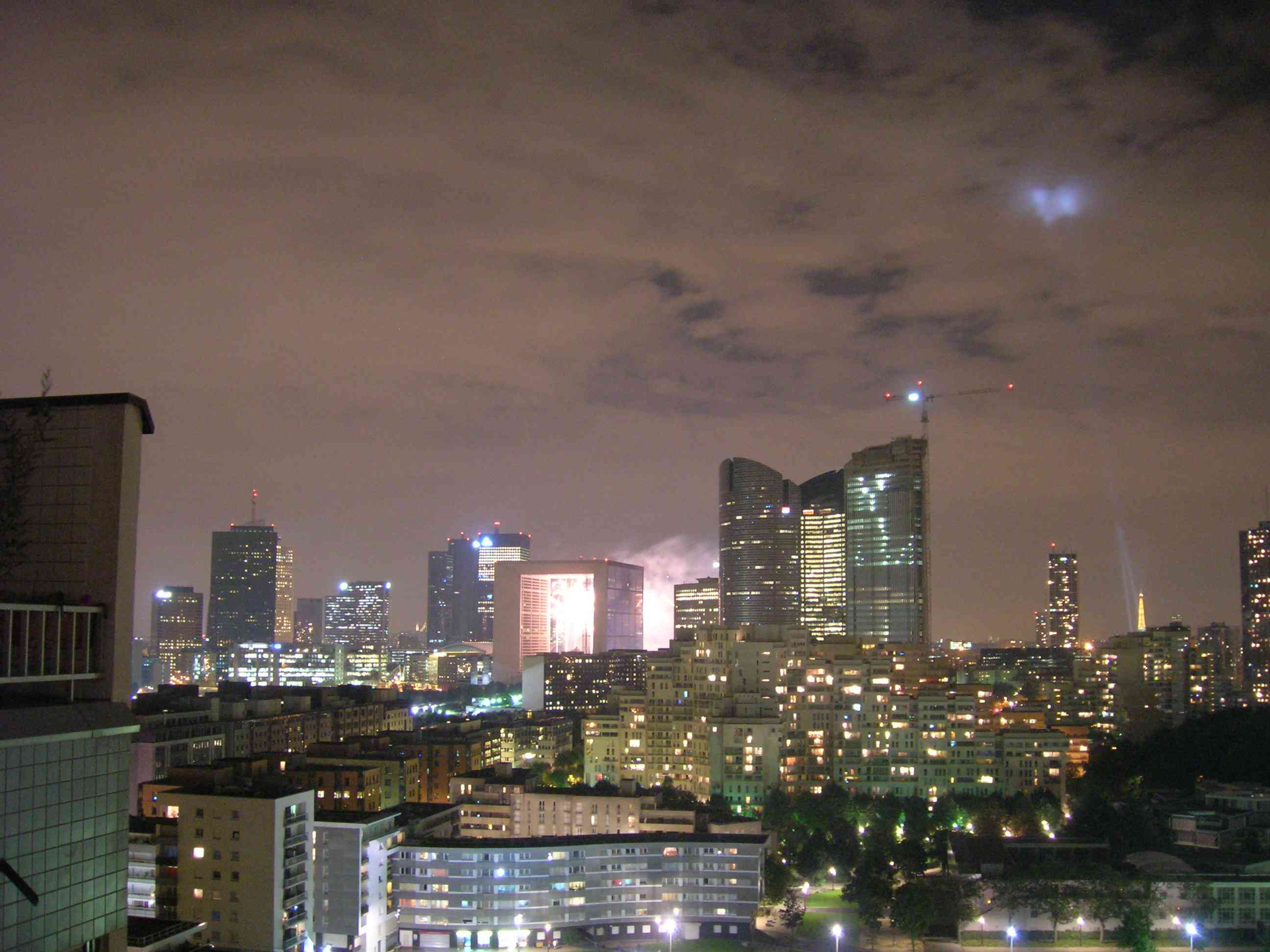
A La Défense éjjel
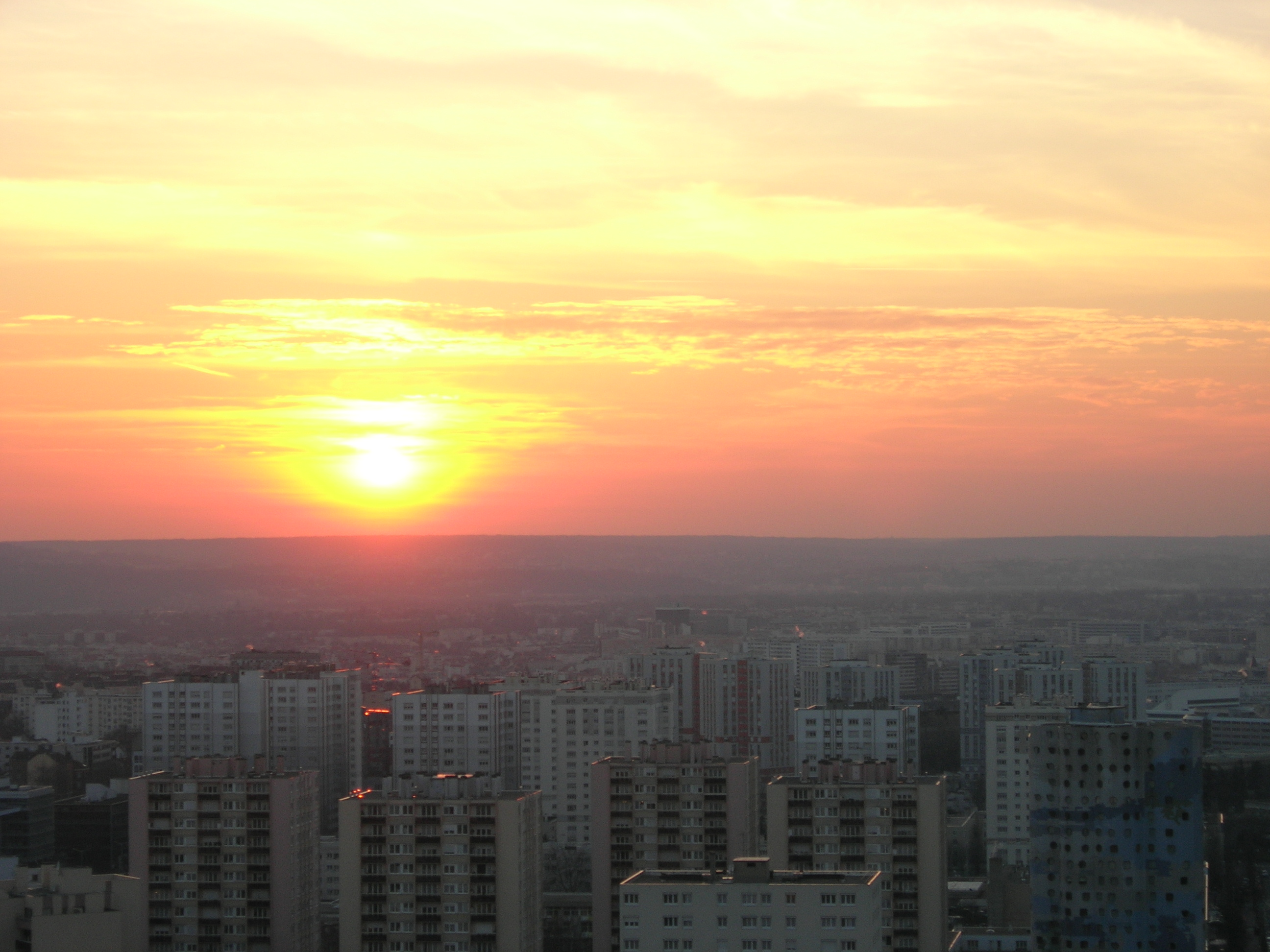
Napfelkelte a város felett

## Testvérvárosok
- Craiova, Románia (1990)
- Novgorod, Oroszország (1988)
- Pesaro, Olaszország (1969)
- Tlemcen, Algéria
- Watford, Egyesült Királyság (1960)
- Zsolna, Szlovákia (1968)